# Герб Вознесенського району
Герб Вознесе́нського райо́ну — офіційний символ Вознесенського району, Миколаївської області, затверджений 19 вересня 2012 року рішенням № 6 сесії районної ради.
Автор герба — Ігор Дмитрович Янушкевич.

## Опис герба
Герб являє собою іспанський геральдичний щит. На лазуровому полі щита з пурпуровою хвилястою базою срібні крило і голова орла, обернені вліво, покладені на золоту булаву в стовп. Від середини краю в лівий верхній кут відходить золота кам'яна гора. На базі золоте гроно винограду, супроводжуване по сторонах двома золотими квітками. Щит обрамлений декоративним картушем з золотими колосками і гронами винограду, і увінчаний золотою територіальною короною. На блакитній девізній стрічці золотий напис «ВОЗНЕСЕНСЬКИЙ РАЙОН».